# L'Amie de ma fille
Pour plus de détails, voir Fiche technique et Distribution.
L'Amie de ma fille (titre original : Die Freundin der Tochter) est un téléfilm allemand réalisé par Josh Broecker, diffusé pour la première fois en 2009.

## Synopsis
Hannah et Paul paraissent un couple très heureux. Mais Paul est tombé amoureux d'une femme de 24 ans, avec qui il entretient une liaison. La fille de Hannah, Pia, 20 ans, a une bonne relation avec sa mère. Elle peut lui parler de tout, même du "grand amour", qu'elle a trouvé en son nouveau copain Erik. Elle dit aussi à sa mère que sa colocataire Charlotte aime un homme marié. Hannah nie d'abord que Paul puisse la tromper, car son mari s'implique beaucoup dans son travail. Mais il rentre souvent tard à la maison. Lorsqu'il lui annonce qu'il doit partir plusieurs jours pour un congrès et qu'il ne veut qu'elle l'accompagne, le couple se dispute. Hannah se rend compte que Paul la trompe. Pia, qui ne remarque pas la situation, raconte à sa mère que Charlotte veut apprendre le suédois. Hannah, qui ne veut pas renoncer à un mariage qui dure depuis 20 ans, s'inscrit à ce cours. Hannah rencontre Charlotte en se donnant le nom de Laura et devient son amie.
Paul est surpris que sa femme veuille apprendre le suédois et se pose aussi des questions. Néanmoins il s'en va à son congrès et laisse Hannah dans sa douleur. Durant un appel au téléphone, Hannah lui avoue qu'elle sait pour son infidélité avec Charlotte et ne veut plus lui parler. Lorsque Paul revient, elle ne lui fait pas de scène, faisant la femme soucieuse qui a pitié de lui. Elle lui fait remarquer que lui aussi devient vieux. Pendant ce temps, Hannah approfondit son amitié avec Charlotte. La jeune femme la voit comme quelqu'un d'expérience à qui elle peut se confier. Elles font du shopping; Hannah lui donne des conseils de look et de comportement pour garder son amoureux. Sur ce, elle lui donne des billets pour l'opéra qu'elle avait achetés pour être avec Paul. Mais il donne un nouveau prétexte pour ne pas y aller et passer du temps avec Charlotte. Il passe le jour de leur 24e anniversaire de mariage avec la jeune femme. Hannah montre Charlotte comment préparer un plat savoureux pour surprendre son amant. Quand Paul rentre à la maison tard dans la nuit, il se souvient seulement que c'est leur anniversaire de mariage. Elle lui pardonne encore et l'amène dans la salle de séjour, où son plat préféré est sur la table. Paul ne laisse rien paraître et se sert une grande part, d'autant qu'il a beaucoup bu avec Charlotte. La stratégie de Hannah monte lentement. Paul sent qu'il devient aussi vieux quand elle est avec lui. Il n'a plus le plaisir d'être à deux avec son épouse. De son côté, Pia trouve dans l'appartement qu'elle partage avec Charlotte un foulard appartenant à son père, comprend et s'enfuit. Hannah et Erik partent à sa recherche et discutent beaucoup. Hannah est surpris que sa fille ait rencontré un jeune homme à l'esprit ouvert, les deux pieds sur terre. Entre-temps Pia retrouve son père et lui fait les plus grands reproches. Paul comprend qu'il est sur le point de tout perdre. Il revient au domicile conjugal et attend Hannah. Celle-ci retrouve Pia qui lui avoue qu'elle savait depuis longtemps pour l'adultère. Elle lui conseille de parler avec Charlotte et de se réconcilier. Elle rentre ensuite chez elle et se réconcilie avec Paul.

## Fiche technique
- Titre : L'Amie de ma fille
- Titre original : Die Freundin der Tochter
- Réalisation : Josh Broecker assisté de Michel Vrinten
- Scénario : Doris Heinze (de)
- Musique : Ulrich Reuter
- Direction artistique : Jost Brand-Hübner, Patrick Steve Müller
- Costumes : Helmut Ignaz Meyer
- Photographie : Eckhard Jansen
- Son : Jerome Burkhard
- Montage : Fritz Busse
- Production : Uwe Schott (de), Nathalie Scriba
- Sociétés de production : Oberon Media Service Film, NDR Fernsehen, Arte[1].
- Société de distribution : Arte-NDR
- Pays d'origine :  Allemagne
- Langue : allemand
- Format : Couleurs - 1,78:1 - Dolby Digital - 35 mm
- Genre : Drame
- Durée : 90 minutes
- Dates de première diffusion :
  -  Allemagne : 15 mai 2009 sur Arte.
  -  France : 15 mai 2009 sur Arte[2].

## Distribution
- Katrin Sass : Hannah
- Edgar Selge : Paul
- Susanne Bormann : Pia
- Esther Zimmering (de) : Charlotte
- Sebastian D. Fischer : Erik
- Petra Zieser (de) : Judith
- John Keogh : le professeur de suédois
- Matthias Bremer : le professeur du cours de violoncelle
- Kai Albrecht (de) : le producteur de musique
- Torsten Ranft (de) : Un élève du cours de violoncelle
- Bettina Hoppe : Une élève du cours de violoncelle
- Daniela Merz : Cilia
- Volker Ranisch (de) : le père de Charlotte (photo)

## Source de la traduction
- (de) Cet article est partiellement ou en totalité issu de l’article de Wikipédia en allemand intitulé « Die Freundin der Tochter » (voir la liste des auteurs).